# Šukupis
Šukupis (polsky Szukupis, jinak také nazývaný Šukys), je potok na západě Litvy (Klaipėdský kraj), v okrese Kretinga. Je dlouhý 17,0 km. Povodí má rozlohu 30,1 km². Pramení na západním okraji hájku jménem Birštalas, 800 m jižně od vsi Tinteliai, na severním okraji katastru obce Kūlupėnai. Teče převážně směrem západním. Do Akmeny (tato řeka se na dolním toku nazývá Danė) se vlévá jako její levý přítok 45,6 km od jejího ústí naproti vsi Žiogeliai. V blízkosti pramene je jezírko o rozloze 18,7 ha západně a ještě jedno menší severozápadně. Přes potok vede cesta/ulice Giraitės gatvė, silnice č. 2306 Darbėnai – Kašučiai – Šukė – Kūlupėnai (křižuje se několikrát), mezi obcemi Vaineikių Medsėdžiai a Šukė protéká rybníkem Šukės tvenkinys, vede silnice č. 2315 Šukė – Voveraičiai, cesta od T křižovatky silnice č. 2306 – Genčai. Tok míjí vsi Kūlupėnai, Pipirai, Vaineikių Medsėdžiai, Žiogeliai, protéká obcí Šukė. Od pramene až k obci Šukė (v délce 6,7 km) je říčka regulovaná (meliorační kanál), dále protéká erozním údolím, porostlým stromy a křovím a silně meandruje. 

## Památky na břehu
Na pravém břehu stojí zaniklý hřbitov u Vaineikių Medsėdžiai, zde se pohřbívalo v 17. a 18. století, mnohé z nich oběti moru. Po tom, co obyvatele vsi Didieji Medsėdžiai začali pohřbívat v Darbėnech, v 19. až do počátku 20. století zde pohřívali jen sebevrahy a nekřtěňátka. V roce 1812 zde byli pohřbeni francouzští vojáci, zabití ve Francouzském tažení do Ruska. 
Na levém břehu je pomník Kūlupėnským partyzánům, zaniklý hřbitov u obce Šukė (pohřbíváno v 16. až 18. století) a u ústí panské sídlo Genčů (počátkem 21. století v rozvalinách). 

## Přítoky
Jeden nevýznamný (3,1 km) levý a jeden nevýznamný (3,6 km) pravý přítok. 

## Jazykové souvislosti
Název je odvozen od slova šukė (česky střep, řidčeji úlomek, útržek) příponou -upis (potok), která je odvozena od slova upė - řeka. Podle říčky (z tvaru Šukys) dostala název obec Šukė, kterou říčka protéká.

## Galerie
- Dřevěná kaplička v zaniklém hřbitově u Vaineikių Medsėdžiai
- Kříž v tom zaniklém hřbitově
- pomník Kūlupėnským partyzánům
- detail pomníku
- Kaplička a kříž v zaniklém hřbitově u obce Šukė